# Jean Perret
Jean Perret Montres SA es una marca suiza de relojes fundada en Suiza en 1893.

## Historia
La empresa fue fundada por el diseñador ginebrino Jean Perret en Ginebra, Suiza. Sus sucesores contaban con una larga trayectoria en la industria relojera que se remonta a 1893. A principios del siglo XXI, Jean Perret Montres SA fue adquirida por un inversor saudí, aunque posteriormente pasó a manos de una familia suiza.

## Relojes
En 2020, la gama de relojes de la firma constaba de tres líneas principales: Slim Line, Doublette y Cool Line. Los relojes Jean Perret varían en precio según el modelo y los materiales, pero oscilan entre los 500 y los 2500 dólares. Los modelos con diamantes talla baguette pueden costar considerablemente más.